# Luiz Teixeira Martini
Luís Teixeira Martini (* 28. Mai 1903 in Rio de Janeiro; † nach 1966) war ein brasilianischer Seeoffizier, der zuletzt als Flottenadmiral (Almirante-de-esquadra) im Kabinett Castelo Branco zwischen 1965 und 1966 Chef des Generalstabes der Streitkräfte EMFA (Chefe do Estado-Maior das Forças Armadas) war.

## Leben

### Ausbildung zum Seeoffizier, Seeoffizier und Zweiter Weltkrieg
Luís Teixeira Martini, Sohn von Marcos Luís Martini und Alice Teixeira Martini, begann nach dem Besuch des Colégio São Bento im April 1920 seine Ausbildung zum Seeoffizier an der Marineschule (Escola Naval) und wurde Januar 1924 zum Unterleutnant zur See (Guarda-marinha) befördert, woraufhin er auf dem Schulschiff Benjamim Constant die reguläre Abschlussfahrt unternahm. Nach deren Ende erhielt er im Dezember 1924 seine Beförderung zum Leutnant zur See (Segundo-tenente) und wurde während seiner darauf folgenden Verwendungen auf Seekriegsschiffen im Januar 1927 Leutnant zur See (Segundo-tenente) sowie 1949 zum Oberleutnant zur See (Primeiro-tenente) sowie im Mai 1931 zum Kapitänleutnant (Capitão-tenente) befördert. 1933  absolvierte er den Spezialisierungslehrgang für Offiziere im Bereich Nachrichtenwesen und übernahm daraufhin zwischen 1933 und 1935 den Posten als Kommandant des Schleppers Raimundo Nonato. Im Anschluss fand er zwischen 1935 und 1938 Verwendung als Instrukteur an der Marineschule und im Anschluss von 1938 bis 1939 als Ausbilder der Offiziersanwärter auf dem Schulschiff Almirante Saldanha.
1939 wurde Martini Kommandant des Schleppers Heitor Perdigão und wurde als solcher im September 1940 zum Korvettenkapitän (Capitão-de-corveta) befördert. Während des Zweiten Weltkriegs befehligte er von Mai bis September 1944 die Korvette Cabedelo, nachdem er zusammen mit Schiffen der US Navy an alliierten Konvois teilgenommen hatte. Im Anschluss wurde er wiederum als Instrukteur zur Marineschule abgeordnet und erhielt als solcher im August 1945 seine Beförderung zum Fregattenkapitän (Capitão-de-fragata).

### Nachkriegszeit, Flottenadmiral und Chef des Generalstabes
Nachdem Luís Teixeira Martini 1946 den Kommandeurslehrgang an der Seekriegsschule (Escola de Guerra Naval) absolviert hatte, fungierte er bis Juni 1948 als Hafenkapitän der Häfen von Rio Grande do Norte in Natal. Im Anschluss war er zwischen Juni und November 1948 stellvertretender Leiter der Abteilung Marinereserve (Serviço de Reserva Naval) im Stab der Marine sowie von November 1948 bis Januar 1950 Kommandant des Tankers Marajó, woraufhin er den Generalstabslehrgang an der Seekriegsschule besuchte. Daraufhin blieb er zwischen März 1951 und April 1952 als Chefausbilder an der Seekriegsschule und erhielt dort im April 1951 seine Beförderung zum Kapitän zur See (Capitão-de-mar-e-guerra). Er fungierte zwischen April 1952 und Februar 1954 als Hafenkapitän der Häfen des damaligen Hauptstadtdistrikt (Distrito Federal do Brasil) Rio de Janeiro und des Bundesstaates Rio de Janeiro. Nachdem er einen weiteren Lehrgang an der Seekriegsschule absolviert hatte, wurde er im Februar 1955 Kommandant des Schulschiffes Duque de Caxias und danach im April 1956 stellvertretender Leiter der Abteilung Häfen und Küsten (vice-diretor de Portos e Costa) im Stab der Marine.
Im Juni 1957 wurde Martini zum Konteradmiral (Contra-almirante) befördert und fungierte daraufhin zwischen Juli 1957 und April 1958 als Unterchef des Stabes des Marine (Subchefe do Estado-Maior da Armada) und nahm als Vertreter der Marine an den Gedenkfeiern zur Gründung der paraguayischen Hauptstadt Asunción im August 1957 teil. Er war zwischen April 1959 und Mai 1959 Kommandant des III. Marinebezirks (III Distrito Naval) in Recife und erhielt in dieser Verwendung im Januar 1959 seine Beförderung zum Vizeadmiral (Vice-almirante), woraufhin er im Mai 1959 zum Leiter der Abteilung Häfen und Küsten (Diretor-geral de Portos e Costas) ernannt wurde. Als Nachfolger von Vizeadmiral José Luís da Silva Júnior übernahm er daraufhin im April 1960 den Posten als Kommandant des I. Marinebezirks (I Distrito Naval) in Rio de Janeiro und behielt diesen bis März 1961, woraufhin Vizeadmiral Mário da Costa Furtado de Mendonça ihn ablöste. Daraufhin wurde er Mitglied des Rates des Stabes der Marine (Conselho do Estado-Maior da Armada) sowie im November 1961 als Nachfolger von General Emílio Maurell Filho Kommandant der Obersten Kriegsschule ESG (Escola Superior de Guerra). Als solcher erfolgte im August 1962 seine Beförderung zum Flottenadmiral (Almirante-de-esquadra). Im Februar 1965, knapp ein Jahr nach dem Militärputsch der politisch-militärischen Bewegung (Movimento político-militar) vom 31. März 1964, wurde Leutnant-Brigadier der Luftwaffe Henrique Fleiuss sein Nachfolger als Kommandant der Obersten Kriegsschule ESG.
Als Nachfolger von General Peri Bevilacqua übernahm Flottenadmiral Luís Teixeira Martini im März 1965 schließlich im Kabinett Castelo Branco das Amt als Chef des Generalstabes der Streitkräfte EMFA (Chefe do Estado-Maior das Forças Armadas). Während dieser Zeit war er Delegierter Brasiliens bei der Zweiten Außerordentlichen Interamerikanischen Konferenz, die 1965 in Rio de Janeiro stattfand. Ebenfalls 1965 trat er dem Arbeitskreis zur Integration der Verkehrspolitik GEIPOT (Grupo de Estudos para Integração da Política de Transportes) bei und war 1966 außerordentlicher und bevollmächtigter Botschafter der Sondermission zur Amtseinführung des Präsidenten der Republik Costa Rica, José Joaquín Trejos Fernández. Im April 1966 wurde er von Leutnant-Brigadier der Luftwaffe Nélson Lavenère Wanderley als Chef des Generalstabes der Streitkräfte EMFA abgelöst und im August wurde er im Rang eines Admirals (Almirante) in die Reserve versetzt.
Luís Teixeira Martini war mit Dinorá Criciúma Martini verheiratet.